# الهام گرفته (ترانه)
«الهام گرفته» تک‌آهنگی از خوانندهٔ اهل ایالات متحده آمریکا مایلی سایرس و یکی از قطعات آلبوم ششم او با نام اکنون جوانتر است. این ترانه در مورد زمان کودکی مایلی در تنسی و دوران کودکی‌اش با پدرش بیلی ری سایرس است.